# IC 3709
IC 3709 ist eine Spiralgalaxie vom Hubble-Typ Sbc im Sternbild Jungfrau auf der Ekliptik. Sie ist schätzungsweise 637 Millionen Lichtjahre von der Milchstraße entfernt.
Das Objekt wurde am 7. September 1900 von Arnold Schwassmann entdeckt.